# Mako Tabuni
Mako Tabuni (Wamena, Papua Occidental, 24 d'abril de 1979 - Jayapura, 14 de juny de 2012) va ser un activista polític independentista papú, que va exercir de coordinador del Comitè Nacional de Papua Occidental.

## Trajectòria
Nascut el 24 d'abril de 1979 prop de les muntanyes de Wamena, a Papau Occidental, quan tenia tot just tenia un any de vida va ser testimoni, juntament amb la seva família, de les violacions dels drets humans que cometien les autoritats indonèsies al territori. Va ser detingut el 3 d'abril de 2009, juntament amb dos homes més, acusats d'incitació i traïció, amb relació a la manifestació independentista organitzada tres setmanes abans. Per aquests càrrecs, va complir un any i mig de presó.

### Assassinat
El 14 de juny de 2012, sense cap avís per part de la policia de paisà indonèsia, va morir assassinat quan caminava a prop de casa seva, al districte de Waena, a la ciutat de Jayapura. L'acte va generar protestes i avalots massius i violents. Des de llavors, els activistes van afirmar que Tabuni va ser assassinat d'un tret de pistola, cosa que suposa un incompliment intencionat de la llei. El portaveu de la policia va dir que va ser disparat perquè es va resistir a la detenció. No obstant això, el punt de vista policial va ser contradit pels testimonis presencials, afirmant que Tabuni encara era viu quan va entrar a l'hospital policial de Jayapura i que va morir mentre estava sota custòdia policial.

### Resposta
El president d'Indonèsia, Susilo Bambang Yudhoyono, va admetre que, en ocasions, les forces de seguretat indonèsies reaccionen amb excés, però també va esmentar que els atacs són «a petita escala amb víctimes limitades».
En un comunicat oficial, el cap de la policia nacional, el general Timur Pradopo, va dir que Tabuni va ser assassinat després d'agafar l'arma d'un policia que intentava arrestar-lo i escapar. Alhora, va afegir que la investigació revelava que la víctima duia una arma carregada amb 18 bales. Tabuni estava en crida i cerca per «causar malestar a la província», segons el cap de policia de Papua, el general major Bigman Lumban Tobing.
Representants de la Comissió de Desapareguts i Víctimes de la Violència, que van entrevistar testimonis presencials, van declarar que va ser abatut de manera fugaç i inesperada per un pistoler sense uniforme mentre caminava sol a prop d'un complex d'habitatges. Després de la seva mort, un nombrós grup de manifestants furibunds es van reunir a Jayapura, molts d'ells portant matxets i sagetes. Durant els greus enfrontaments, les botigues van tancar i molts ciutadans es van tancar a casa. Però a mesura que es van anar agreujant els avalots, els líders tribals i independentistes van instar els seus seguidors a no continuar, tement que una reacció violenta donés a la policia indonèsia la justificació que necessitava per a destruir el moviment independentista. Segons el pres polític Selphius Bobii, «l'assassinat de Tabuni forma part d'un escenari per destruir el compromís de la lluita papú per a un camí pacífic i empènyer els papús cap a la violència. Així que controlem-nos. No us deixeu atrapar per aquest escenari que només debilitarà la nostra lluita pacífica que ara mateix ressona a tot el nostre país i fins a l'ONU.».

### Exèquies
Inicialment, després de l'homicidi, les autoritats policials indonèsies es van negar a lliurar el cos a la seva família, dient que elles mateixes realitzarien l'enterrament. Més endavant, poc abans de la sepultura, van canviar d'opinió i la família va poder recollir el cos a l'Hospital de Policia de Bhayangkara i enterrar-lo el 16 de juny de 2012 a Wamena.